# Bert Champagne
Bert Champagne (Hasselt, 31 maart 1937 - aldaar, 12 september 2010) was een Vlaams acteur die vooral bekend werd voor zijn (gast)rollen op het tv-scherm. Hij was tevens acteur en medestichter van de toneelgezelschappen Podium en Kroontheater.
Zijn echtgenote was actrice Rita Smets.

## Voornaamste rollen
Zijn bekendste vertolking was deze van cafébaas Poliet Peck in het Het Pleintje dat in de jaren 80 op de VRT werd uitgezonden. Maar ook met gastrollen in Spoed, Wij, Heren van Zichem, Recht op Recht,  Heterdaad, Commissaris Roos, Windkracht 10 en Familie. Series die uitgezonden werden op de vrt of VTM.
Champagne trad ook op in het Radio 2-luisterspel 't Koekoeksnest, dat zich van 1990 tot 1997 afspeelde in het gelijknamige restaurant op de Rodeberg in het West-Vlaams Heuvelland , tegen de Franse grens.